# Eric Wagner
Eric Wagner (ur. 24 kwietnia 1959, zm. 22 sierpnia 2021) – amerykański wokalista heavymetalowy, członek zespołów Trouble i The Skull.

## Kariera
Eric Wagner najbardziej znany ze współpracy z doom metalowym zespołem Trouble, który założył w 1979 roku. Na krótko opuścił Trouble w połowie lat 90. i założył Lid z gitarzystą Dannym Cavanagh. Pojawił się także w heavymetalowym projekcie Dave'a Grohl'a Probot w 2004 roku z piosenką "My Tortured Soul".
Wagner powrócił do Trouble w 2000 roku i nagrał z nimi jeszcze jeden album, Simple Mind Condition (2007), zanim ponownie opuścił zespół w maju 2008 roku, aby zająć się innymi muzycznymi i projektami.
Wagner nagrywał również z zespołem Blackfinger. Założył także The Skull, w którym występuje były basista Trouble Ron Holzner.

## Śmierć
Eric Wagner zmarł 22 sierpnia 2021 roku na COVID-19, miał 62 lata.

## Dyskografia

### Trouble
- 1984: Psalm 9
- 1985: The Skull
- 1987: Run to the Light
- 1990: Trouble
- 1992: Manic Frustration
- 1995: Plastic Green Head
- 2007: Simple Mind Condition

### The Skull
- 2014: For Those Which Are Asleep
- 2018: The Endless Road Turns Dark

### Blackfinger
- 2014: Blackfinger
- 2017: When Colors Fade Away